# Daniel Grigore
Daniel Grigore (ur. 22 lipca 1969 w Braszowie) – rumuński szablista, brązowy medalista mistrzostw świata.
Podczas mistrzostw świata w Atenach w 1994 roku Rumuni w składzie: Vilmoș Szabo, Daniel Grigore, Florin Lupeică i Victor Găureanu zdobyli brązowy medal w zawodach drużynowych. W rywalizacji indywidualnej zajął między innymi siódme miejsce na mistrzostwach świata w Essen w 1993 roku.
Wystartował na igrzyskach olimpijskich w Barcelonie w 1992 roku, gdzie był czwarty w zawodach drużynowych, a indywidualnie zajął 16. miejsce.